# 左膠
左膠是2010年後出現於香港媒體及網路社群的政治贬称，是退步左派一詞的香港本土化版本，而非指傳統親中共的香港親共人士。他們主張和平、理性、非暴力（簡稱「和理非」；有加上非粗口的版本、即「和理非非」）。有批評者說，左膠的理想過於崇高，有時會因追求平等「大愛」而放棄社會公義，不考慮現實世界的不完美，被指抱著不切實際的思想。左膠亦可應用於西方國家的左翼及自由派，類似詞彙有中國大陸的「白左」、英國的「香檳社會主義者」、歐陸國家的「魚子醬左派」、美國的「自由派菁英」等。
左膠一詞也套用於世界各地的左派，特別是西方右派民粹主義崛起後，左翼成為了右翼及保守派攻擊、嘲諷及批判的對象，「左膠」引起了共鳴，例如，2015年歐洲移民危機急劇惡化後，一些西方國家的左翼及自由派政治人物和民間社會運動人士歡迎難民或移民湧入自己國家定居，且無視國民安全（尤其是婦女安全）、國家安全和身份認同受到威脅，被香港媒體及網絡形容為「左膠」。此詞目前在台灣網路社群也非常流行，用以譴责左派中为理想而要求大眾犧牲者，也可以用來嘲笑一些左派推動「逆向淘汰」。
在詞源方面，「膠」源自香港網絡術語「硬膠」，帶有愚蠢、思維僵化之意，而「硬膠」是粵語髒話「戇鳩」的諧音，故該詞帶有貶義。另外，左膠非絕對性詞彙，而是相對性詞彙，具主觀性。左膠一詞已被用作囊括不少泛民主派政黨及傳媒，因此學者認為此詞語已被濫用以貶低異見者，「左膠」背後的意義可任人解說，更有污名化、標籤性成份，只要彼此意見不同，就容易被人視作「左膠」（例如在2024年美國總統大選不支持特朗普者一律經常性地被其粉絲貼上該標籤），貼標籤者反而令指控者令人有法西斯或共產黨批鬥的既視感。而香港的「左膠」與西方國家的「左膠」相比，立場及行為相對比較溫和，且政治環境不同。因此尤其是在近年的濫用下和各地模糊地使用的環境下，該政治術語難有一個確實的定義。

## 背景
自法國大革命以來，左翼思想泛指在政治及經濟上，著重社會公平性與普世價值，意圖改變既有傳統社會，並創造更平等之社會財富及權利分配制度的思想，是相對於右翼排他性強的思想。
香港的「社會主義」或左翼是一種政治論述，源自馬克思主義和列寧主義在1910年代末至20年代初傳入香港和中國大陸。社會主義論述採納了各種主張，包括馬列主義、毛泽东思想、托洛茨基主義、民主社會主義和自由社會主義，當中馬列主義者因中國共產黨在中國大陸的管治而成為香港左翼的最主要派別。左翼論述多源自卢梭、馬克思、恩格斯、列宁、托洛茨基、卢森堡等左翼思想家的主張。
在1990年代蘇聯解體前，偏向共產主義的社會主義為左翼主流，但隨著国际共產主義运动遭受巨大挫折和冷戰的結束，各国左翼政黨的政策普遍右转，例如北歐模式的社會民主主義，甚至走向新自由主義。
自1960年代，隨著非裔美國人民權運動及女權運動，美國羅爾斯在正義論所提到的，無知之幕理念在美國東岸精英階層泛濫。而新左派的理念取向，往往是跟隨羅爾斯的正義論。稱為自由主義左翼，或稱為自由派，並较多支持民主黨。
在二戰後的幾十年裡，「傳統的左翼人士」成為最大的親中派力量，與港英政府的關係不穩定。
由於香港自1960年代開始泛稱親中共政權的社會人士為左派，一些不諳政治光谱与香港當下政治情況的市民，亦有混淆舊左派與新左派的分別。舊左派之所以稱為左派，皆因1960年代以來香港之歷史沿革，然而在中國大陸從1978年開始進行改革開放後，香港親中共政權人士其實已經不再坚持左派意識形態，越來越奉行香港保守主义，实际上处于右翼，僅因歷史原因而繼續被稱為左派。而香港自回歸後出現的新左派以及1970年代香港學生運動以来一直存在的托派，則是由於其著重社會公平性的意識形態而在政治光譜上被劃分為左派，當中社會主義論述已經慢慢被今天香港自由主义團體中的进步派－泛民主派、香港社会主义團體等主導。因此，建制派與新左派，是兩種不同的政治流派。
自21世紀初香港出現一連串如雨傘革命等的抗爭，一些左翼社運人士被認為抗爭不切實際，停留於思想及理論層次而不能有效解決實質社會問題，於是左膠一詞便應運而生。香港本土派奉行右翼的文化保守主義，對「後現代主義」這一類型式的新左翼思想的歐陸學派有所不滿。「左膠」一般奉行馬克思、尼采、海德格爾、傅柯、雅克·德希達、讓-弗朗索瓦·李歐塔、讓·鮑德里亞、詹明信、尤爾根·哈貝馬斯、德勒茲/加塔利、保羅·費耶阿本德、理查·羅蒂、特里·伊格爾頓、安東尼·紀登斯、維特根斯坦等等學者的思想。

## 批評與回應

### 不現實空懷大愛
左膠受西方左派思想影響而濫用人權、濫稱包容，為社會製造深層次危機。他們經常懷有大愛但往往自相矛盾，現實如伊斯蘭恐怖主義在世界大行其道的情況，以及面對恐怖活動的態度等，以他們粗淺的想法是不能解決不同世界所衍生的各種問題。然而，若問題提升至真實世界的面向，另一方面的論述也有認為現實中的右翼思潮，包括近代興起的新自由主義、新殖民主義與新帝國主義，是令世界政治與經濟不斷產生更多嚴重的元兇。圈地和無產化所帶來貧民化的加劇及流離失所，亦非一維的右翼思維所能解決。因此單純以右翼思維評判左翼，實在難免流於單向。
修憲派陳雲於網上電台稱，六、七十年代的左翼乃出身工人階級，鬥爭是出自真實需要。而九七之後的左翼，出身則多為小資產階級，「鬥爭」是為了浪漫的生活體驗和社福界的私利，是出自虛榮心，所以才會有人「穿著GAP牌子的衛衣去騎劫碼頭工人罷工」。陳雲又認為，當工運被搞亂後這些新晉左翼即會置身事外，繼續讀書畢業。陳雲認為這種視社會運動為生活體驗的行為「很無恥」，他有感香港要託付予這群左翼去搞社運，必會一敗塗地。但有左翼份子稱，香港2000年代以來的多個民主抗爭運動，包括香港電視續牌事件與反新界東北撥款示威，左派人士一直參與其中，然而，亦有右翼人士不滿其過度參與，有左翼人士聲稱王維基曾說「民間開放電視行動及其組織的遊行和集會深深感動了他」，但事實上該次集會是一個全民運動，香港電視亦有員工指摘相關左翼人士擅作主張甚至惹來籌款数目爭議。雖說一些左派社運人士，會因運動而惹上刑事罪責因而付出了公民抗命的代價。但同時亦有領袖級社運人士為了自保而主動離場，讓被動員的群眾往前衝。甚或呼籲網民勿將示威片段上傳網上，以減低舉證和被捕的機會。

### 抗爭旨在生活體驗
時事評論員認為，個別社運明星的言行跟口說的理想有很大差距，如一邊聲稱資本主義對勞工階層肆意剝削，但自己卻不斷享受著奢侈生活，甚至常到第三世界窮國旅遊享受陽光海灘，並將種種生活享受放到網上分享。他指出，本土派從反雙非、反自由行、反走私水客、反無限輸入人口等立場上，只單純維護香港本土意識以及在港人日常生活出發，楊認為本土派的立場相對於社運明星的高深理論和道德光環而言，無疑是更直接了當簡單易明；反觀社運明星自以為擁有「高遠的理想」，滿口理論事實上其身不正，只是利用社運出風頭撈取利益去滿足個人享樂。楊認為以這群社運明星為首的香港左翼正在自我消亡。面對以上指摘，左翼人士認為是稻草人式的攻擊，漠視了他們對社會的「貢獻」。而他們聚焦在關注度低的社會議題，也是希望社會變得更公義之故。有指2013年碼頭工潮，左翼21的成員參與了24小時的「苦行」，由中環步行至葵涌抗議，然而，亦有意見認為這種手法過於型式主義多於實際，因此才會衍生出「XX完了，然後呢？」這網絡金句，為對其行動無以為繼提出質疑。再說，「聲稱資本主義剝削勞工但自己不斷享受奢侈生活，又常到窮國享受陽光海灘」一說事實確大有人在，社運人士在「貢獻」的同時又做出剝削别人的行為，實自相矛盾。

### 社運明星其身不正
葉政淳於輔仁媒體提及有社運人士身穿了一件GAP的衛衣到場支持香港碼頭工運，可是GAP在美國西岸碼頭封港事件中，正是其中一家被指打擊工運的公司。另外葉也提到這些來自不同團體的左翼人士雖口說反對資本主義，但眼見他們「電話用iPhone、手提電腦用Macbook、流動上網用PCCW、吃麥當勞、去7-Eleven買啤酒」，葉稱曾為此跟左翼人士爭論，但被對方反駁是否應該務農自足，「別那麼不切實際」，葉認為這些左翼言行不一致，指他們穿著GAP去撐碼頭工運反資本主義，跟「使用李氏家族的寬頻服務去反李嘉誠」同樣諷刺。但另一方面的論調指出，其實很多對左翼的攻擊，來源皆始自對於左翼的刻板印象。一旦說起左，就以為只有社會主義式的左，一旦說起右，就以為只有無條件擁抱市場資本主義的右。然而現實中的左與右比這種思維繁複得多。再者，為碼頭工人爭取基本待遇與馬克思式的反抗資本主義，兩者有著緩急之分。

### 空談反對資本主義
堂前燕曾撰文嘲諷，指左翼人士積極發動社會運動，但其出身和生活遠離大眾，並舉出這類人士懂得生活享受，吃著米芝蓮美食喝著紅酒，卻去討論大資本家怎樣搾壓基層，批評他們「嘴巴大談群眾，卻連群眾最簡單直接的訴求都視而不見」、「既要社運道德光環，又要資本主義物質享受和虛榮感」，對社會特別是基層每日所面對的問題其實不甚了解。有左翼人士解釋他們屬於「自由主義左翼」，重視人的自由自主，希望能確保每個公民有充份的自由和相應的社會經濟條件，去追求和實現自己的人生目標，過自己想過的生活。
很多左翼人士指他們一直尋找時機以推行反資本主義的運動，美國的佔領華爾街和香港的第一次佔領中環，左翼人士稱這些都是反資本主義的行動，左翼指有一些「佔領者」在滙豐總行地下餐風露宿作長期反資本主義抗爭達11個月，而事實上所謂「抗爭」也不過是「露宿」而已，資本主義和反資本主義並無代言人更沒有對話，可見所謂「抗爭」同樣只屬形式主義。當然，社會上亦有一些著名反資本主義人士，如龐一鳴，從不乘搭巴士與港鐵，只以單車代步，相比起空談理想的左翼，龐實屬身體力行。

### 無視群眾訴求
香港城市大學學生刊物《城大月報》2015年4月號中的一篇文章認為，真正的左翼，都會鼓吹正當的暴力抗爭，使衝擊行為得到輿論支援，文章以馬克思所提倡的思想作例，指「暴力是一切舊社會在孕育新社會時的助產士」以及「支持一切反對現存社會政治制度的革命」。相反香港個別理想主義左派想法並非如此。陳景輝就曾經表示「（民眾）非暴力的信念還不足廣泛強大」。另外，在2014年的反對新界東北發展計劃事件中，社民連的黃浩銘阻止示威者拿起鐵馬衝入立法會。《城大月報》認為「凡此種種，皆說明現時香港的輿論和社運圈，其實已經被背叛左翼的『左膠』盤踞。」但其實黃浩銘本人就曾於事後表示，當晚他向群眾解釋了衝擊的刑事檢控代價後，最後放手讓群眾自己決定衝或不衝，而那班原本打算使用鐵馬的示威者亦沒有再打算用鐵馬衝擊。至於認為左翼必須要暴力，更是源自對政治常識的缺乏，集中於路線而模視左右翼應以意識形態區分，並以為左翼就必須采用暴力革命的方式变革社会，无視了马克思赞同在革命低潮时采用一定合法斗争方式的主张。

## 相關事件

### 中港矛盾
在中港矛盾問題上，本土派主張香港的社會褔利政策應為香港人優先，民間更有聲音質疑新移民可領取綜援的司法覆核結果，而部分人士則認為港人如有不滿應將矛頭指向政府而非內地民眾，也不應該因為文化差異而歧視新來港人士和自由行旅客，有左翼人士亦批評一些主張本土優先的言論為民粹、排外和法西斯主義。內地人來港產子方面，左翼也認為應將矛頭指向政府而非內地民眾，原因是他們在港產子不少是因為內地的一胎化政策，應予同情。本土派認為，世界各地的公共社褔政策都會因為資源和預算有限而對本國永久居民優先提供支援，這並不屬於歧視。
2013年10月，香港獨立媒體在Facebook專頁轉載一篇名為《那些披著羊皮的狼 略談「溫和排外」政客的危險》的文章，文中指環保觸覺主席譚凱邦將「香港諸多問題」歸咎於新移民是「排外」，並指范國威和毛孟靜是「機會主義者」，指他們「把握每個時機去迎合港人某些排拒大陸的傾向，挑動情緒，好增加自己的『政績』。博客林忌批評，一直主張對新移民懷柔看待的獨媒推介此文章，等同是對他們眼中的「排外者」恣意抹黑，要求獨媒解釋和道歉。及後獨媒發表《捍衞公共空間 停止網絡抹黑歪風》一篇聲明，指獨媒一直在網上受到攻擊，編輯林藹雲反指林忌對獨媒作出連串抹黑，並稱「不知從何時開始，在facebook上的like和share內容，變成了分享者的立場」。
林忌則反指獨媒編輯一直以既定立場挑出「精選」文章作推介，營造單一輿論觀點，又指過去有網民分享有揶揄抹黑林輝、葉寶琳成分的連結，獨媒曾對這些網民言行冠以網絡欺凌之名，如今獨媒做出同樣的事無疑是作賊喊抓賊。亦有網民質疑，若毛、范、譚三人真的如涉事文章所說是「撈取政績爭取機會」，過去獨媒也在保衛皇后碼頭、菜園村等事件相當投入，獨媒同樣是「機會主義者」。
專欄作者謝冠東亦撰文批評，獨媒推介的涉事文章淡化每日來港新移民對香港社會帶來的壓力，將關心社會議題的人說成是別有用心即是抹黑。謝指出獨媒當天主動宣傳這篇文章，等同附和抹黑行為並為關心社會議題的人造成傷害，又指獨媒事後以文章出自他人之手為己開脫是不負責任。而被指為「機會主義者」的譚凱邦則認為，現時獨立媒體編輯群中存在不少左翼思想，為了推廣其左翼觀點卻作出誹謗言論，漠視了媒體應有的獨立性，又犧牲了媒體應有的專業。

### 為「反霸權」作出不實報道
2011年1月，獨媒在報道自己有份參與的菜園村事件，連日「推介」多篇疑抹黑港鐵工人之嫌的文章，編輯黃俊邦更以「港鐵摔角手實為港鐵柔道手」為題請來「柔道教練」拍攝視頻節目，指「地盤工人以柔道招式處理示威者」。但從各方拍攝的影片所見，當時朱凱迪試圖從後圍抱拉扯一地盤工人，該工人嘗試擺脫掙扎最後朱跌倒地上，指控工人行使暴力使朱受傷之說不能成立。有網民對獨媒以扣帽子手法抹黑工人表示反感，更有網民因指摘個別編輯沒有操守和道德而遭禁言停戶。被問及獨媒是否存在打壓異己、未能一如其口號做到捍衛言論自由，獨媒發起人葉蔭聰稱「不評論事件」。除此之外，獨媒亦有多次被揭發未經編輯審稿就將「反霸權」文章粗疏作為焦點推介，網民見狀遂要求獨媒編輯褫奪推介文章資格但不得要領，主腦林藹雲回應事件反而直認「無可能每篇都有時間看」，有網民認為獨媒編輯一直以推文手段去散播自己一套思想，但當推介文章被發現有問題卻抽身不肯承擔，其問責和透明度比傳統報章更差。

### 騎劫集會，控制議題

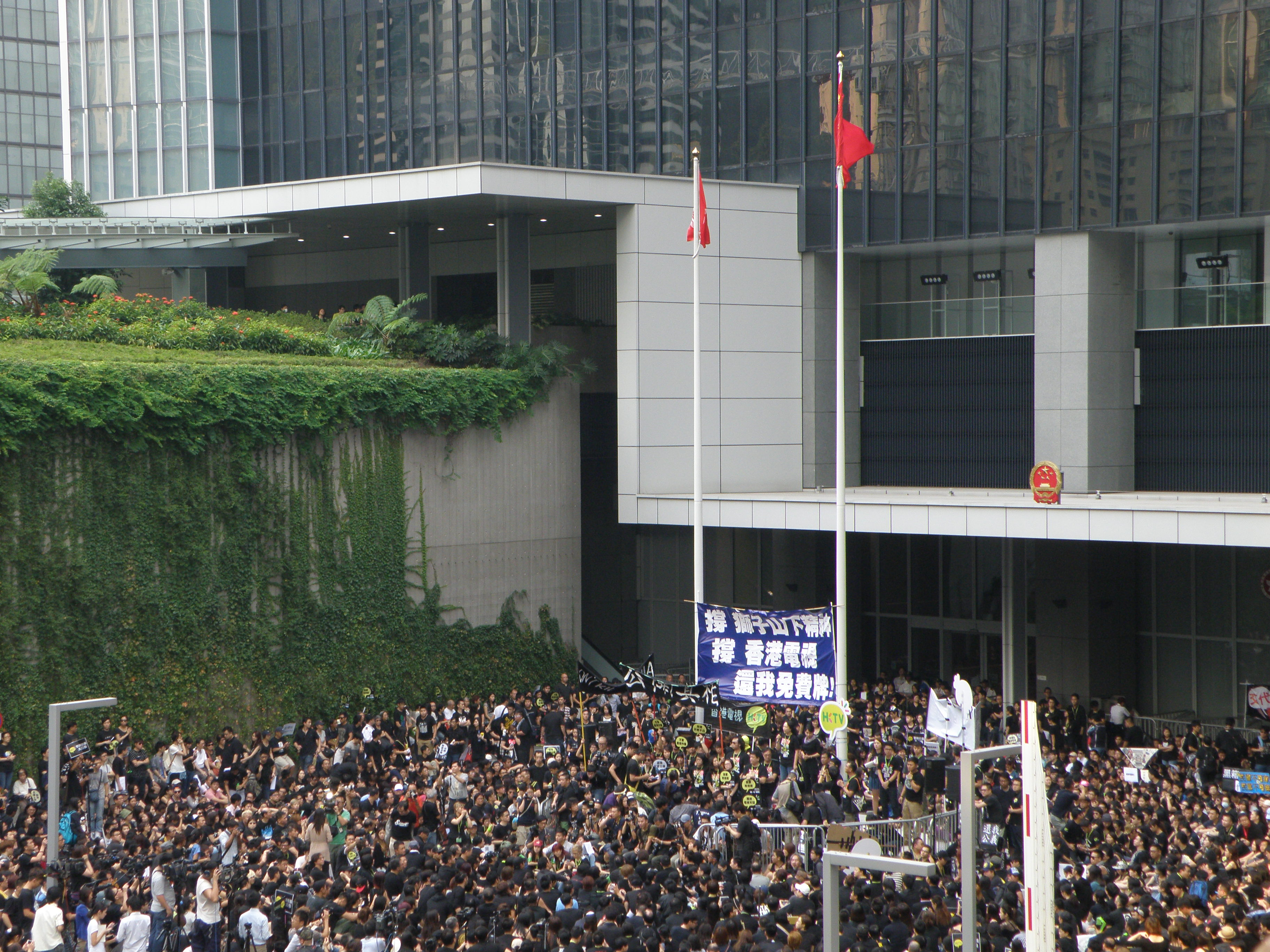
2013年於政府總部舉行的「聲援香港電視」集會，被指有左膠成員騎劫

有聲音批評香港部分左翼人士每在示威活動「騎劫大會」做領頭人，目的是縮小政治議題和限制運動主體，以確保其影響力。
2013年左翼21成員被指騎劫由香港電視工會帶頭發起的抗爭行動。左翼21成員陳璟茵被指「騎劫」於政府總部舉行的「聲援香港電視」集會，在遊行和集會期間涉非法募捐，受到香港社運圈及公眾廣泛關注。
2013年11月，香港獨立媒體為陳璟茵作個人專訪，指陳「驚，但仍要站出來」、「因網絡欺凌，經歷了情緒失控崩潰」。熱血時報則認為文章將香港嫩模蔡敏研（Charmmy Choi）對陳揶揄「沒錢不用行騙，可代為詢問到日本拍素人強姦AV」的一番言論扭曲為「陳璟茵遭接輪姦恐嚇」。另陳於訪問中直認未能與香港電視員工一方達成共識致集會出現混亂，但她認為香港電視事件並非單純是員工之間的事，而是大家的權利被政府剝奪，並質疑「以後的運動是否只能由苦主去做主體，他人不能介入帶領」。獨媒在此次專訪並無清楚交代陳與港視員工的溝通詳情，也無交代籌款去向等疑團，網民質疑陳沒有與港視員工溝通卻擅作主張，更有網民揭發陳挪用香港電視商標以「民間開放電視行動」之名進行非法募捐，有網民指出當天「四公里長的遊行隊伍、12萬人集會」，以此規模「民間電台過去也籌得八萬元」，質疑陳聲稱只募得四千餘港幣之說。及後，多個網上時政媒體如輔仁媒體、熱血時報均對獨媒此篇專訪提出質疑，熱血時報更臨摹獨媒該篇專訪的行文、攝像，以專訪「熱血花瓶」伍淑儒為名作出反諷。

### 袒護縱容「社運同路人」
2011年，有作者於獨媒網站撰文《社運的諷刺》，指個別社運人士身體健全卻向政府申領失業綜援，引發激辯，當中有意見指個別社運人士本身未能解決自身經濟情況但卻大談香港經濟發展，中立和可行性備受質疑。事後，編輯黃俊邦指文章有「挑釁」和「人身攻擊」成分，聲言需要以刪文處理。
網民指獨媒要求公眾包容社運人士的好與壞屬不分是非，亦有意見指獨媒過往對政府和商界的鞭韃力度更大，當中不乏錯用數據的文章而且人身攻擊更甚，但獨媒編輯對該批文章往往從寬處理，被認為是對社運人士的坦護，做法極不公平。但林藹雲舉出獨媒網站「關於我們」一頁指獨媒根本就是社運者的平台，又指撰文者「在一個擺明車馬社運平台的地方以低下手段 scandalize 『親社運人士』在場，多麼可笑」，諷刺撰文及和議者「去錯了地方」，但網民反指林藹雲已經忘記獨媒成立當初的「捍衝言論自由」、講求「獨立思考」的原意，最終更犧牲了言論自由，有網民要求她刪走獨媒未能做到的有關聲稱。
與此同時，有獨媒專欄作者撰稿認為編輯的取向令該處的輿論變得單一，讓異見被邊沿化。另一方面，個別編輯和文章作者亦對不同意見者存在偏見，並將持另類觀點人士惡意誣蔑為「五毛黨」，有網民表示獨媒編輯群一直默許平台存在「主旋律」，對在獨媒發表中立意見被指「五毛」，但卻不見有編輯出面調停處理感到納悶。

### 「快樂抗爭」、「小組討論」與「階段性勝利」
在香港電視不獲發牌導致有市民包圍政府總部一事上，有人因不滿左翼21“搶佔”主場發動「小組討論」而上臺搶咪抗議。本土派認為激進民主派不能善用群眾力量造成「內耗」，在抗爭中經常會自我感覺良好地「俾啲掌聲自己」(給自己拍掌鼓勵)，最後又以「已達到階段性勝利」作為退場理由，令抗爭無疾而終。而在雨傘運動期間，「快樂抗爭」隨處可見，有人唱卡拉OK甚至街頭燒烤，更有溫和民主派在旺角佔領區以咪高峰「小組討論」至深夜，將自己遠大的理想凌駕公德。

### 被指企圖騎劫雨傘運動
2014年9月下旬，香港警方以催淚彈驅散反對政改的集會民眾，導致「雨傘革命」在金鐘、銅鑼灣、旺角等各區爆發。由於提出「佔領中環」的「佔中三子」被指在啟動行動後沒有具體行動綱領，因此被批評動員無力。由於佔中運動組織了糾察隊維持秩序，但這次佔領行動主要是群眾自發，因此現場有「不要糾察」的聲音。及後有指社運常客葉寶琳等人開始出現於佔領場地，並進行他們一貫的集會推進模式如商討、「大唱K」，甚至是移開路障，遂引起場內人士不滿，因此現場出現不少「嚴防左膠」的呼籲，提醒集會人士不要被消耗士氣或被人騎劫成為大會主持人，以免警方有機可乘將集會瓦解。

### 「不要落中共面」論
左膠常強調和理非非（和平、理性、非暴力、非粗口），被認為行動效率低、故步自封而不求突破。2014年雨傘革命初期，在10月1日中華人民共和國國慶日之時，有大批參與者希望衝擊舉行升旗儀式的金紫荊廣場，但在行動之前，左膠卻屢散播消息叫大家「克制」，因為不要在大好形勢下「落中共面」。

### 「共產黨最開心」論
有網上評論者認為，左膠為了爭取更多泛民輿論支持，凡跟自己論點有別，或是想要阻止他人發起跟自己立場有所不同的行動時，他們都會以「不應內訌」、「不能搞出亂子」，因為這樣「共產黨最開心」，而出面制止。蘋果日報及熱血時報亦認為，左膠在2015年港大退出學聯事件上，不斷發放「學聯分裂，共產黨最開心」的訊息，為反對退聯拉票，又指出中共方面會指派在港的內地學生投支持票令港大退聯成功。最後港大順利退聯，而嶺大退聯失敗。評論者又認為，因嶺大的內地生數目很多，已足以推翻「共產黨最開心」論，事件亦反映提出「中共最開心」只是左膠為達到自己目的之藉口。

### 「對準政權」論
有評論稱呼一些認為狙擊與政權無關的人並沒有實際效果，認為必須「對準政權」並將矛頭直指政府的人士屬於左膠。在肖友懷事件中本土派人士衝擊願收涉事男童肖童入讀的大成小學，因行動令一名在該校就讀的女生大哭而被批評不應攻擊小學生和學校，應「對準政權」，這種論述被批評「概念抽象模糊」，成效存疑。此外，香港獨立媒體作者張靈撰文指摘香港市民對此案的處理手法「面目可憎」，批評港人不停攻擊男童展露仇怨，但對男童居港九年仍未獲得香港福利則不以為然。

## 對濫用左膠一詞的批評
香港大學學生會會長馮敬恩、理工大學學生會會長吳崢及外務副會長黃沅羚接受《蘋果日報‧壹錘定音》訪問時，均認為左膠一詞具標籤性，字眼負面，近年將政見不同者動輒標籤為左膠的情況嚴重。他們對左膠一名有所保留，認為「膠」背後的意義可任人解說，加上標籤某某為左膠、「大愛膠」、「大中華膠」等的的理由過於簡化，令人容易根據字面上的意思來歸邊，即使是「左」或「右」的定義本來也難以短時間說清楚。
香港嶺南大學文化研究系助理教授葉蔭聰，同時又是被指為「左膠媒體」的香港獨立媒體發起人。葉表示，該詞最早為一些經濟政策上右傾的評論人所使用，後來被「右翼民主派」指是「包庇中共侵擾、破壞香港社會的幫凶」。被指為左膠的，多是社運界及泛民主派部分中間偏左的人士。
亦有學者指出，將爭論標籤為「本土對左翼」之爭，其實是過份簡化了香港的現狀，而很多人連自由主義左翼與馬克思左翼的分別還未搞清，就已經將兩種左翼混為一談並作出指責。而相對地，右派的思想強調排他性，對外人的仇恨亦不見得能夠更有效解決香港現在的政治問題，再者，一些牽涉人類良知的大是大非問題，不論左派或右派，皆不應因為該事涉及自己群體以外的種族而作選擇性的體認。
在社會工程學方面，有論者認為由於香港過往稱呼中共為左派，使用左膠一詞會使人一見左膠一詞即聯想到中國共產黨，從而產生負面情緒，而有一些香港著名的極端派攻擊者更會妄稱左膠是中共從而助長這種誤解。而極端派只要提出似是而非，容易讓人接受的口號，就能鼓動對事情認識不深的支持者不斷叫囂，以放大方式讓無知製造更多的無知。